# Râul Sariari
Râul Sariari (în ucraineană Сар'єри) este un râu care străbate sud-vestul Regiunii Odesa din Ucraina. 

## Date geografice
Râul Sariari izvorăște din apropierea localității Sardinant din Raionul Tatarbunar, curge pe direcția sud-est și se varsă în Lacul Caraceaus, în dreptul satului Răileni. El are un debit foarte mic, iar în verile mai secetoase poate chiar seca pe unele segmente. El are un curs liniștit și o adâncime medie de 0,5 m.
Râul Sariari traversează următoarele sate: Sardinant, Marazli, Sărăria, Tăriceni și Răileni. 